# Onthophagus chepara
Onthophagus chepara är en skalbaggsart som beskrevs av Matthews 1972. Onthophagus chepara ingår i släktet Onthophagus och familjen bladhorningar. Inga underarter finns listade i Catalogue of Life.